# Fußballclub Carl Zeiss Jena 2017-2018
Questa voce raccoglie le informazioni riguardanti il Fußballclub Carl Zeiss Jena nelle competizioni ufficiali della stagione 2017-2018.

## Stagione
Nella stagione 2017-2018 il Carl Zeiss Jena, allenato da Mark Zimmermann, concluse il campionato di 3. Liga all'11º posto.

## Rosa
| N. |                     | Ruolo | Calciatore           |
| -- | ------------------- | ----- | -------------------- |
| 1  | Germania (bandiera) | P     | Raphael Koczor       |
| 2  | Germania (bandiera) | D     | Florian Brügmann     |
| 3  | Francia (bandiera)  | D     | Guillaume Cros       |
| 4  | Germania (bandiera) | D     | Justin Gerlach       |
| 5  | Germania (bandiera) | D     | Matthias Kühne       |
| 5  | Germania (bandiera) | C     | Valentin Reitstetter |
| 6  | Germania (bandiera) | C     | Jan Löhmannsröben    |
| 7  | Germania (bandiera) | A     | Timmy Thiele         |
| 8  | Germania (bandiera) | C     | Maximilian Wolfram   |
| 9  | Germania (bandiera) | C     | René Eckardt         |
| 10 | Germania (bandiera) | C     | Maximilian Schlegel  |
| 11 | Namibia (bandiera)  | A     | Manfred Starke       |
| 12 | Germania (bandiera) | P     | Stefan Schmidt       |
| 14 | Germania (bandiera) | C     | Dominik Bock         |

| N. |                     | Ruolo | Calciatore             |
| -- | ------------------- | ----- | ---------------------- |
| 15 | Germania (bandiera) | D     | Marius Grösch          |
| 16 | Germania (bandiera) | A     | Timo Mauer             |
| 17 | Germania (bandiera) | C     | Niclas Erlbeck         |
| 18 | Germania (bandiera) | A     | Davud Tuma             |
| 19 | Germania (bandiera) | A     | Florian Dietz          |
| 20 | Turchia (bandiera)  | C     | Fırat Suçsuz           |
| 21 | Germania (bandiera) | D     | Dennis Slamar          |
| 22 | Belgio (bandiera)   | P     | Jo Coppens             |
| 23 | Germania (bandiera) | C     | Sören Eismann          |
| 24 | Germania (bandiera) | P     | Wojciech Sadlowski     |
| 25 | Germania (bandiera) | C     | Justin Schau           |
| 26 | Germania (bandiera) | C     | Kevin Pannewitz        |
| 27 | Germania (bandiera) | A     | Julian Günther-Schmidt |

## Organigramma societario
Area tecnica
- Allenatore: Mark Zimmermann
- Allenatore in seconda: Martin Ullmann
- Preparatore dei portieri: Bernd Lindrath
- Preparatori atletici: Max Habereder, Fabian Carnarius

## Calciomercato

### Sessione estiva
| Acquisti | Acquisti               | Acquisti                   | Acquisti |
| R.       | Nome                   | da                         | Modalità |
| -------- | ---------------------- | -------------------------- | -------- |
| A        | Julian Günther-Schmidt | Augusta                    |          |
| A        | Timo Mauer             | Paderborn                  |          |
| C        | Kevin Pannewitz        | Oranienburger FC Eintracht |          |
| D        | Florian Brügmann       | Hallescher                 |          |
| P        | Jo Coppens             | Roeselare                  |          |
| D        | Marius Grösch          | Kaiserslautern II          |          |
| C        | Jan Löhmannsröben      | Magdeburgo                 |          |
| C        | Justin Schau           | Dinamo Dresda U19          |          |
| C        | Maximilian Weiß        | Carl Zeiss Jena II         |          |

| Cessioni | Cessioni          | Cessioni                      | Cessioni |
| R.       | Nome              | a                             | Modalità |
| -------- | ----------------- | ----------------------------- | -------- |
| A        | Bédi Buval        | Wacker Nordhausen             |          |
| D        | Filip Krstić      | Union Fürstenwalde            |          |
| D        | René Klingbeil    | FC 1910 Lößnitz               |          |
| C        | Artur Mergel      | Augusta II                    |          |
| P        | Maximilian Meurer | Altglienicke                  |          |
| C        | Sven Reimann      | Babelsberg                    |          |
| D        | Morten Timm       | Coastal Carolina Chanticleers |          |

### Sessione invernale
| Acquisti | Acquisti | Acquisti | Acquisti |
| R.       | Nome     | da       | Modalità |
| -------- | -------- | -------- | -------- |

| Cessioni | Cessioni        | Cessioni   | Cessioni |
| R.       | Nome            | a          | Modalità |
| -------- | --------------- | ---------- | -------- |
| C        | Tom Krahnert    | Bayreuth   |          |
| C        | Maximilian Weiß | Meuselwitz |          |

## Risultati

### 3. Liga

#### Girone di andata
| Arbitro: | Fritz |

|               |           |  |
| Reddemann 45’ | Marcatori |  |

| Arbitro: | Petersen |

|  |           |                  |
|  | Marcatori | 46’, 55’ Dahmani |

| Arbitro: | Koslowski |

|  |           |                     |
|  | Marcatori | 36’ Thiele 60’ Tuma |

| Arbitro: | Jablonski |

|                   |           |           |
| Löhmannsröben 72’ | Marcatori | 80’ Frahn |

| Arbitro: | Skorczyk |

|                                               |           |  |
| Dej 33’ (rig.) Ghaddioui 34’, 74’ Piossek 50’ | Marcatori |  |

| Jena 26 agosto 2017, ore 14:00 CEST 6ª giornata | Carl Zeiss Jena | 0 – 0 referto | Sonnenhof G. | Ernst-Abbe-Sportfeld (3 903 spett.)\| Arbitro: \| Kornblum \| |
| Arbitro:                                        | Kornblum        |               |              |                                                               |

| Arbitro: | Dankert |

|            |           |  |
| Bieber 68’ | Marcatori |  |

| Arbitro: | Bläser |

|                  |           |                            |
| Eismann 58’, 81’ | Marcatori | 18’ Kleinsorge 45’ Vidovič |

| Arbitro: | Osmanagic |

|                                    |           |                                |
| Ademi 51’ (rig.) Slamar 83’ (aut.) | Marcatori | 6’ Eckardt 20’ Günther-Schmidt |

| Arbitro: | Schwermer |

|                                       |           |  |
| Günther-Schmidt 29’ (rig.) Starke 90’ | Marcatori |  |

| Arbitro: | Willenborg |

|                         |           |  |
| Türpitz 36’ Hammann 85’ | Marcatori |  |

| Arbitro: | Thomsen |

|              |           |  |
| Brügmann 85’ | Marcatori |  |

| Arbitro: | Gerach |

|                |           |         |
| König 35’, 49’ | Marcatori | 4’ Bock |

| Arbitro: | Badstübner |

|                                             |           |            |
| Strohdiek 17’ (aut.) Grösch 22’ Wolfram 64’ | Marcatori | 63’ Ritter |

| Arbitro: | Müller |

|                                    |           |             |
| Preißinger 47’ Vasiliadis 55’, 67’ | Marcatori | 45’ Eismann |

| Arbitro: | Bacher |

|                      |           |            |
| Bock 16’ Eckardt 86’ | Marcatori | 77’ Kazior |

| Jena 25 novembre 2017, ore 14:00 CET 17ª giornata | Carl Zeiss Jena | 0 – 0 referto | Osnabrück | Ernst-Abbe-Sportfeld (3 885 spett.)\| Arbitro: \| Brütting \| |
| Arbitro:                                          | Brütting        |               |           |                                                               |

| Arbitro: | Ittrich |

|                                      |           |                       |
| Taffertshofer 31’ Stahl 49’ Hagn 84’ | Marcatori | 8’ Starke 90’ Eismann |

| Jena 9 dicembre 2017, ore 13:00 CET 19ª giornata | Carl Zeiss Jena | 0 – 0 referto | Karlsruhe | Ernst-Abbe-Sportfeld (4 478 spett.)\| Arbitro: \| Börner \| |
| Arbitro:                                         | Börner          |               |           |                                                             |

#### Girone di ritorno
| Arbitro: | Hartmann |

|                           |           |                                        |
| Thiele 43’, 51’, 55’, 64’ | Marcatori | 35’ Mockenhaupt 82’ Andrist 90’ Blacha |

| Arbitro: | Müller |

|                   |           |  |
| Brandenburger 60’ | Marcatori |  |

| Arbitro: | Reichel |

|                 |           |           |
| Thiele 62’, 72’ | Marcatori | 74’ Zenga |

| Arbitro: | Schwermer |

|              |           |  |
| Baumgart 79’ | Marcatori |  |

| Arbitro: | Weickenmeier |

|                                      |           |                                             |
| Günther-Schmidt 8’ Thiele 45’ (rig.) | Marcatori | 26’ Oesterhelweg 35’ (rig.) Pires-Rodrigues |

| Aspach 17 febbraio 2018, ore 14:00 CET 25ª giornata | Sonnenhof G. | 0 – 0 referto | Carl Zeiss Jena | Mechatronik Arena (1 300 spett.)\| Arbitro: \| Fritsch \| |
| Arbitro:                                            | Fritsch      |               |                 |                                                           |

| Arbitro: | Cortus |

|           |           |  |
| Dietz 90’ | Marcatori |  |

| Arbitro: | Börner |

|                          |           |             |
| Kleinsorge 27’ Girth 87’ | Marcatori | 13’ Wolfram |

| Arbitro: | Hussein |

|               |           |                      |
| Pannewitz 82’ | Marcatori | 3’ Göbel 31’ Baumann |

| Arbitro: | Welz |

|                   |           |                        |
| Grimaldi 32’, 76’ | Marcatori | 13’ Starke 25’ Wolfram |

| Arbitro: | Reichel |

|             |           |                                                           |
| Wolfram 56’ | Marcatori | 16’, 24’ (rig.), 60’ (rig.) Türpitz 35’ Beck 47’ Hainault |

| Rostock 24 marzo 2018, ore 14:00 CET 31ª giornata | Hansa Rostock | 0 – 0 referto | Carl Zeiss Jena | Ostseestadion (15 000 spett.)\| Arbitro: \| Reichel \| |
| Arbitro:                                          | Reichel       |               |                 |                                                        |

| Arbitro: | Kornblum |

|                                |           |             |
| Günther-Schmidt 34’ Thiele 62’ | Marcatori | 81’ Barylla |

| Arbitro: | Zorn |

|                                                      |           |  |
| Antwi-Adjei 22’, 35’ Michel 38’, 64’, 82’ Yeboah 85’ | Marcatori |  |

| Arbitro: | Müller |

|                                     |           |                                  |
| Günther-Schmidt 32’, 60’ Suçsuz 69’ | Marcatori | 47’ Schnellbacher 72’ Vasiliadis |

| Arbitro: | Alt |

|                 |           |                                               |
| Kazior 10’, 45’ | Marcatori | 51’ Starke 53’ Coppens 72’ Thiele 85’ Wolfram |

| Arbitro: | Zorn |

|           |           |                       |
| Engel 78’ | Marcatori | 53’ Mauer 67’ Wolfram |

| Arbitro: | Müller |

|                                |           |            |
| Günther-Schmidt 25’ Slamar 75’ | Marcatori | 39’ Porath |

| Arbitro: | Badstübner |

|                               |           |                                         |
| Pourié 1’ Wanitzek 60’ (rig.) | Marcatori | 27’ Thiele 41’ Günther-Schmidt 81’ Bock |

## Statistiche

### Statistiche di squadra
| Competizione | Punti | In casa | In casa | In casa | In casa | In casa | In casa | In trasferta | In trasferta | In trasferta | In trasferta | In trasferta | In trasferta | Totale | Totale | Totale | Totale | Totale | Totale | DR  |
| Competizione | Punti | G       | V       | N       | P       | Gf      | Gs      | G            | V            | N            | P            | Gf           | Gs           | G      | V      | N      | P      | Gf     | Gs     | DR  |
| ------------ | ----- | ------- | ------- | ------- | ------- | ------- | ------- | ------------ | ------------ | ------------ | ------------ | ------------ | ------------ | ------ | ------ | ------ | ------ | ------ | ------ | --- |
| 3. Liga      | 52    | 19      | 10      | 6       | 3       | 29      | 24      | 19           | 4            | 4            | 11           | 20           | 35           | 38     | 14     | 10     | 14     | 49     | 59     | -10 |
| Totale       | 52    | 19      | 10      | 6       | 3       | 29      | 24      | 19           | 4            | 4            | 11           | 20           | 35           | 38     | 14     | 10     | 14     | 49     | 59     | -10 |

### Andamento in campionato
| Giornata  | 1  | 2  | 3  | 4  | 5  | 6  | 7  | 8  | 9  | 10 | 11 | 12 | 13 | 14 | 15 | 16 | 17 | 18 | 19 | 20 | 21 | 22 | 23 | 24 | 25 | 26 | 27 | 28 | 29 | 30 | 31 | 32 | 33 | 34 | 35 | 36 | 37 | 38 |
| --------- | -- | -- | -- | -- | -- | -- | -- | -- | -- | -- | -- | -- | -- | -- | -- | -- | -- | -- | -- | -- | -- | -- | -- | -- | -- | -- | -- | -- | -- | -- | -- | -- | -- | -- | -- | -- | -- | -- |
| Luogo     | T  | C  | T  | C  | T  | C  | T  | C  | T  | C  | T  | C  | T  | C  | T  | C  | C  | T  | C  | C  | T  | C  | T  | C  | T  | C  | T  | C  | T  | C  | T  | C  | T  | C  | T  | T  | C  | T  |
| Risultato | P  | P  | V  | N  | P  | N  | P  | N  | N  | V  | P  | V  | P  | V  | P  | V  | N  | P  | N  | V  | P  | V  | P  | N  | N  | V  | P  | P  | N  | P  | N  | V  | P  | V  | V  | V  | V  | V  |
| Posizione | 13 | 18 | 10 | 10 | 13 | 14 | 18 | 18 | 18 | 15 | 17 | 14 | 16 | 12 | 13 | 12 | 12 | 13 | 13 | 12 | 14 | 12 | 15 | 14 | 15 | 12 | 13 | 16 | 16 | 16 | 16 | 14 | 16 | 15 | 14 | 13 | 12 | 11 |

Legenda:

Luogo: C = Casa; T = Trasferta. Risultato: V = Vittoria; N = Pareggio; P = Sconfitta.

### Statistiche dei giocatori
| D. Bock            | 20 | 3  | 1 | 0 |
| F. Brügmann        | 32 | 1  | 5 | 0 |
| J. Coppens         | 12 | 1  | 0 | 0 |
| G. Cros            | 31 | 0  | 9 | 1 |
| F. Dietz           | 26 | 1  | 0 | 0 |
| R. Eckardt         | 33 | 2  | 3 | 0 |
| S. Eismann         | 21 | 4  | 6 | 0 |
| N. Erlbeck         | 6  | 0  | 2 | 0 |
| J. Gerlach         | 21 | 0  | 1 | 0 |
| M. Grösch          | 24 | 1  | 2 | 0 |
| J. Günther-Schmidt | 32 | 8  | 4 | 0 |
| R. Koczor          | 27 | 0  | 4 | 0 |
| T. Krahnert        | 0  | 0  | 0 | 0 |
| M. Kühne           | 10 | 0  | 3 | 0 |
| J. Löhmannsröben   | 35 | 1  | 5 | 1 |
| T. Mauer           | 16 | 1  | 1 | 0 |
| K. Pannewitz       | 14 | 1  | 5 | 0 |
| V. Reitstetter     | 1  | 0  | 0 | 0 |
| W. Sadlowski       | 0  | 0  | 0 | 0 |
| J. Schau           | 6  | 0  | 0 | 0 |
| M. Schlegel        | 0  | 0  | 0 | 0 |
| S. Schmidt         | 0  | 0  | 0 | 0 |
| D. Slamar          | 36 | 1  | 5 | 1 |
| M. Starke          | 30 | 4  | 2 | 0 |
| F. Suçsuz          | 26 | 1  | 1 | 0 |
| T. Thiele          | 22 | 11 | 5 | 0 |
| D. Tuma            | 19 | 1  | 1 | 0 |
| M. Weiß            | 2  | 0  | 0 | 0 |
| M. Wolfram         | 30 | 6  | 2 | 0 |